# 莊靜皇貴妃
莊静皇贵妃（1837年4月2日—1890年12月26日），他他拉氏，滿洲八旗出身。主事庆海之女。咸豐帝之皇貴妃，榮安固倫公主生母。

## 早期生平及入宮伊初
道光十七年二月二十七日出生。「麗」字的滿文意思為「俏麗」或「艷麗」，推測他他拉氏的容貌艶麗。咸丰元年二月，他他拉氏在咸豐朝第一次的外八旗選秀中，与葉赫那拉氏（後來的慈禧太后）、鈕祜祿氏（後來的慈安太后）和伊爾根覺羅氏同时被选為內廷主位。
他他拉氏初居鐘粹宮，《內務府呈稿》曾載：「咸豐二年，貞貴妃（後來的慈安太后）、麗貴人應用什物由鐘粹宮住圓明園挪運。」由此可見，他他拉氏未入宮時，其嫁妝已先被送往擬定的寢宮，即鐘粹宮某配殿。此外，同宮之貞貴妃鈕祜祿氏已被擬為皇后，未知將鐘粹宮擬定為麗貴人寢宮之緣故。
咸豐二年五月初九日，他他拉氏和葉赫那拉氏同时由本家被送入圆明园，同日被封为丽贵人，葉赫那拉氏則被封为兰贵人。
咸丰三年七月初六日报单内开，传旨著沈振麟画皇上御容和主位喜容稿九张呈览，麗貴人等全體後妃每人一幅畫像。咸豐四年十二月二十四日，敬事房太監張信傳旨：「麗貴人封為麗嬪，蘭貴人封為懿嬪，婉貴人封為婉嬪，玫常在封為玫貴人」，他他拉氏是因懷孕數月而詔晉为丽嫔。

## 宮廷生活
咸豐五年三月二十四日，已經懷孕約八個月的麗嬪在寢宮永和宮聽曲，如《新鷓鴣》、《喜春光》等。同年五月初七日，丽嫔生下咸豐帝的皇長女荣安固伦公主，成为第一个为咸豐帝生儿育女的嫔妃。麗嬪生女兒時，先是僧格林沁大敗太平軍，擒林鳳祥、李開芳，凱旋班師。四天之後又是康慈皇貴太妃的壽辰。咸豐帝因欠安而取消了康慈皇貴太妃壽辰的正式行禮和看戲，但在洗三那天，他祭完地壇就陪康慈皇貴太妃去探視麗嬪母女，並晉封麗嬪為丽妃，比懿嬪封妃早十个月。注意的是他他拉氏因懷孕而沒有举行嬪位册封礼，直接舉行妃位册封禮。
雖然麗妃未能生下皇子，但除了皇后之外，在咸豐帝的後宮中得寵程度和地位也只有另一寵妃懿嬪足以和麗妃比擬。懿嬪所生的大阿哥載淳與麗妃所生的大公主，所獲的賞賜基本上是平分秋色，足見咸豐帝心目中麗妃的地位之高。此時麗妃在後宮的地位就僅次於皇后，略高於懿嬪，成為全宮最得寵的妃嬪，後因懿嬪生了皇子，麗妃的地位逐漸被懿嬪壓過，儘管如此，麗妃仍是後宮之中的佼佼者。
咸丰六年（1856年），咸豐帝在圆明园长春仙馆后面的绿荫轩殿外檐额题上“喜音堂”三字。在咸丰后期图档显示，喜音堂西梢间安设落地罩、西进间后檐添搭响塘炕一铺，並且注有丽字。這表明这曾是咸丰帝丽妃因九洲清晏修缮而临时居住的寝居。同年九月二十日，咸丰帝命如意馆绘制大公主喜容一张，随后又于二十五日命绘制公主生母丽妃娘娘喜容一张。咸丰七年十一月初五日，命交“丽妃、大公主行乐软挂”一件，并且传旨配做一個楠木插盖匣。
宮中有咸豐帝黃箋朱筆寫的“咸豐九年，麗妃移住咸福宮大吉”的字條。就御膳房檔案所知，帝起居之所多在咸福宮後楹同道堂。近水樓台先得月，可想而知咸豐帝當時寵愛麗妃甚於懿嬪。這麼看來，同道堂內簷的“襄贊壼儀”匾額，實際上是咸豐帝寫給麗妃的。麗妃搬到咸豐帝的寢宮，正符合慈禧太后所寫的下聯“端居宵旰早關懷”。

## 後期生平
每逢宮中大宴，東邊頭桌宴是皇后（後來的慈安太后)，二桌宴是麗妃和祺嬪，而西邊頭桌宴是懿貴妃和婉嬪。麗妃的用度和規格顯然是處處與懿貴妃（後來的慈禧太后）分庭抗禮的，反映後宮中二人的地位相差無幾，但懿貴妃的地位仍稍高於麗妃。咸豐十一年除夕，即咸豐帝死後的第一個除夕，宮中敬事房日記簿載：“十二月十四日小太監金環具奏，年例乾果盤，隨奉二位皇太后旨，著將麗皇貴妃撤下不給。”一份每年照例的干果盤，竟特傳旨撤除，原因不明。
同治帝在举行完登极大典的第二天颁发谕旨，以丽妃“侍奉皇考有年，诞育大公主”为由，尊丽妃为皇考丽皇贵妃。
之後光绪帝以丽皇貴妃“侍奉文宗显皇帝均称淑慎”为由，尊封为皇考丽皇贵太妃，在宮中的地位僅次於慈安太后與慈禧太后。
光緒十五年正月，壽西宮麗皇貴太妃位下兩名官女子，撥給永和宮伺候瑾嬪，位下的另外二名官女子，撥給景仁宮伺候珍嬪。
光绪十六年十一月十五日，麗皇貴太妃病逝，终年五十四岁，谥号“莊静皇贵妃”，金棺暂安于田村殡宫。光绪帝亲自到金棺前奠酒行礼，深表哀悼。光緒十九年四月十八日卯时，葬入定陵妃园寝。莊靜皇貴妃的宝顶居于园寝前排正中，是最尊贵的位置，位居咸豐帝諸妃中首位。

## 延伸阅读
[在维基数据编辑]
 《清史稿/卷214》，出自趙爾巽《清史稿》